# پائولو کارنرا
پائولو کارنرا (ایتالیایی: Paolo Carnera؛ زادهٔ ۲ آوریل ۱۹۵۷) فیلم‌بردار اهل ایتالیا است.
از فیلم‌ها یا مجموعه‌های تلویزیونی که وی در آن‌ها نقش داشته‌است، می‌توان به صفرصفرصفر، من کاپیتان هستم، سوبورا، ببر سفید و بداندیش ۲۰۰۰ اشاره نمود.